# Paul Kim Ok-kyun
Paul Kim Ok-Kyun (Yongin, 9 de dezembro de 1925 – 1 de março de 2010) foi um bispo católico sul-coreano, bispo titular e bispo auxiliar da Arquidiocese de Seul, Coreia do Sul.